# Mera fotografia
Es defineix com a mera fotografia aquell procediment mecànic mitjançant el qual s'obté una còpia fotogràfica d'un element existent al món real, mitjançant elements tecnològics, però sense aportar-hi una dimensió creativa. L'executor de la mateixa és denominat realitzador, no fotògraf. Així, el resultat no té originalitat o creativitat, i per això aquest tipus de fotografies no poden ser subjecte de la protecció intel·lectual. A l'estat espanyol el legislador reconeix certs drets de tutela sobre les meres fotografies, com són el dret exclusiu d'autoritzar la reproducció o no d'aquesta, la seva distribució i la seva comunicació pública, per un període de 25 anys a partir de l'1 de gener de l'any següent a la seva realització. Al realitzador no se li reconeixen drets morals, així que es pot pactar l'aparició o no del seu nom, i tampoc es reconeixen alguns drets d'explotació. Com a orientació, es poden considerar meres fotografies la majoria d'imatges familiars, científiques, turístiques, aquelles que cobreixen un acte protocol·lari, etc.

## Història
A Espanya el concepte de mera fotografia apareix ja citat a la Llei de Propietat Intel·lectual de 1996. En una sentència del 29 de març de 1996 el Tribunal Suprem va dictar una sentencia on deia "el fotógrafo incorpora a la obra el producto de su inteligencia, un hacer de carácter personalísimo que transciende de la mera reproducción de la imagen de una persona bella, porque entonces el deleite que produzca en la contemplación procede de ésta, pero no de la fotografía en sí, ni del hacer meramente del reproductori del fotógrafo, que fija por medios químicos la imagen captada en el fondo de una cámara oscura". Més endavant, el 2011 el mateix tribunal va dictar una sentència on afirma que una mera fotografia no mereix la protecció dels drets d'autor, amb motiu d'una denúncia del fotògraf Daniel Virgili a l'empresa United Biscuits. La sala va distingir una obra fotogràfica, protegida pels drets d'autor durant tota la vida d'aquest i 70 anys després de la seva mort, d'una mera fotografia, protegida per la llei de propietat intel·lectual durant 25 anys des de l'1 de gener de l'any següent de la seva publicació. Per tal que una fotografia mereixi el qualificatiu d'obra fotogràfica cal que aquesta reflecteixi la personalitat de l'autor, l'esforç creatiu.